# Carretera de Saladino

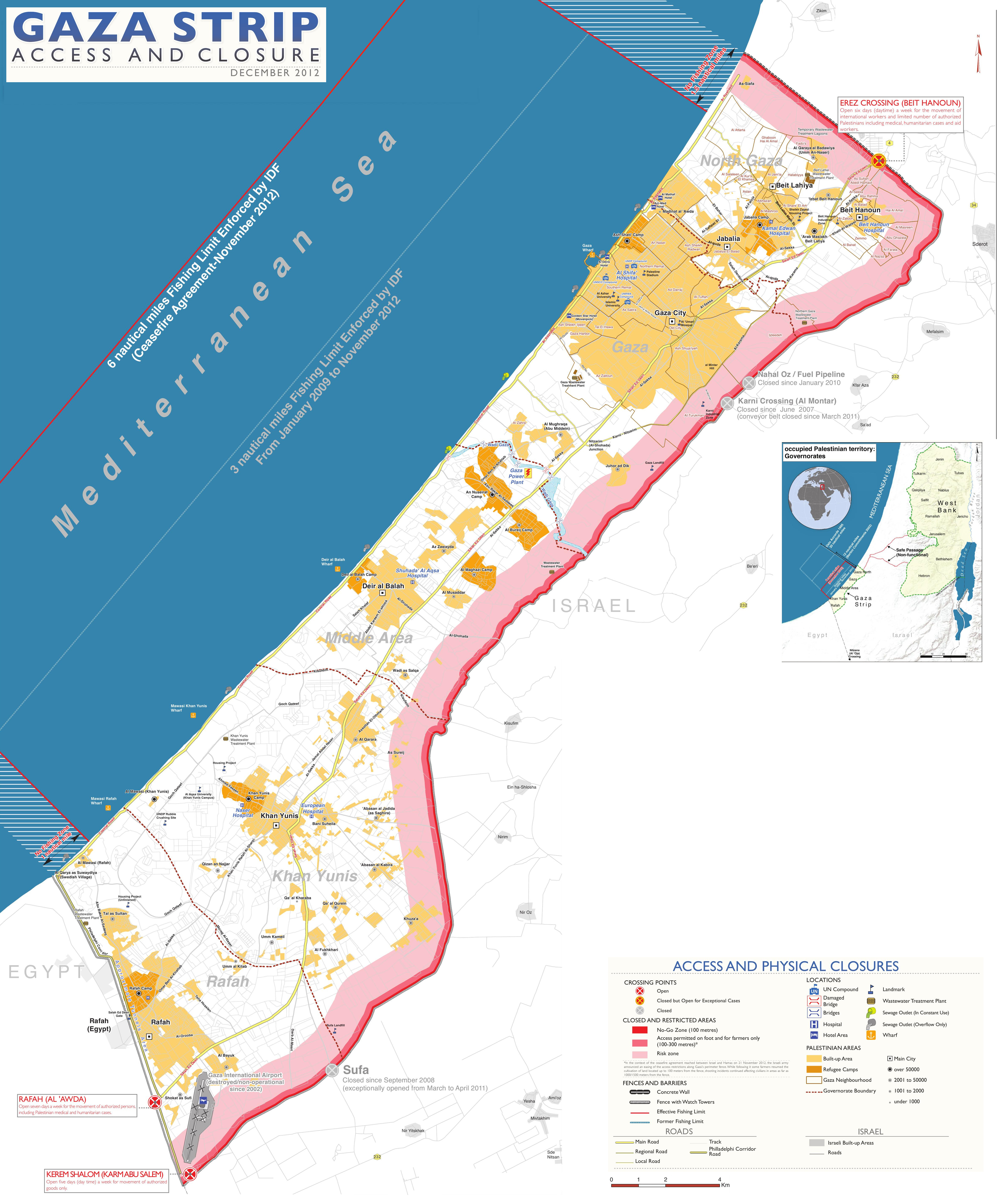
La carretera de Saladino sobre un mapa de la Franja de Gaza

La carretera de Saladino (también conocida como la autopista de Saladino) es la principal carretera de la Franja de Gaza y se extiende a lo largo de 45 kilómetros, abarcando toda la longitud de la Franja desde el Paso de Rafah al sur hasta el Paso de Erez al norte. La carretera recibe el nombre de Saladino, un famoso general ayubí del siglo XII.

## Historia
La carretera de Saladino es una de las carreteras más antiguas del mundo. Los ejércitos del Antiguo Egipto, de Alejandro Magno, de los primeros cruzados y de Napoleón Bonaparte la recorrieron en sus intentos de conquistar el Levante mediterráneo. Desde el comienzo del dominio otomano sobre Palestina, a comienzos del siglo XVI, la carretera se extendía desde al-Arish, en la península del Sinaí, hasta la actual Turquía. Durante siglos fue conocida como el "camino de los filisteos" y enlazaba Egipto con las actuales Líbano, Siria, Turquía e incluso con lugares más lejanos. Cuando los británicos tomaron el control de Palestina tras su victoria en la Primera Guerra Mundial, las autoridades del Mandato británico de Palestina construyeron un ferrocarril paralelo a la carretera de Saladino para mejorar el suministro y transporte de armas.
Según el historiador Gerald Butt, "todo el eje de la vida" de la ciudad de Gaza estaba relacionado directamente con esta carretera, que "daba a la ciudad su razón de ser". Sin embargo, desde el nacimiento del Estado de Israel en 1948 y del consiguiente conflicto árabe-israelí, su función tradicional como eje de enlace entre Egipto y Siria ha disminuido notablemente.
Tras su aplastante victoria en la Guerra de los Seis Días en 1967, Israel ha mantenido ocupada la Franja de Gaza, Cisjordania, Jerusalén Este y los Altos del Golán. Desde este momento y hasta el año 2005, en el que las tropas y colonos israelíes se retiraron de la Franja, grandes tramos de la carretera de Saladino estuvieron vedados para el tráfico palestino y había 12 puestos de control a cargo del ejército israelí. En este periodo los israelíes la conocían como la carretera Tancher. Durante la Segunda Intifada, que tuvo lugar entre los años 2000 y 2005, la carretera también permaneció cerrada al tráfico israelí casi en su totalidad. Al norte de la Franja de Gaza, cerca de Beit Hanoun, el ejército israelí era el único que podía usar la carretera, para lo que destruyó más de 30 casas cercanas a esta. Desde que Hamás ganase las elecciones parlamentarias palestinas de 2006 y tomase el control de la Franja de Gaza, los miembros de este partido y milicia palestina son los que manejan los puestos de control.
El gobierno de Hamás ha mejorado y ensanchado la carretera desde entonces con fondos provenientes de sus ingresos por el comercio a través de los túneles a través de la frontera egipcia. En 2010, The National publicó un artículo en el que describía la carretera de Saladino de la siguiente manera: "Ahora, duros campesinos, mecánicos manitas y una variedad de coloridos negocios se extienden a lo largo de la carretera de Saladino, desde el centro hasta el sur de la Franja de Gaza. Hay camellos que vagan sin rumbo fijo por sus carriles, trabajadores que recogen grava de sus bordes, e inestables camiones que hacen sonar sus bocinas carretera arriba y carretera abajo mientras transportan bienes de contrabando y ayuda humanitaria para los 1,5 millones de habitantes de Gaza".